# MRINetwork
MRINetwork 혹은 MRI Worldwide는 필라델피아를 기반으로 하는 글로벌 리크루팅 업체이다. 전 세계 800 오피스가 35개국에 위치한 이 업체는 지난 1965년 영국 런던에서 설립되어 지난 1972년 필라델피아 기반의 CDI Corporation사가 인수하였다. 현재 전 세계적으로 2500여 명 이상의 직원을 두고 있다. 대기업 및 외국계 기업들의 다국적 인재 채용분야에 진출해 있다.